# Springview
Springview är administrativ huvudort i Keya Paha County i Nebraska. Enligt 2020 års folkräkning hade Springview 238 invånare.